# Foncine-le-Bas
Foncine-le-Bas é uma comuna francesa na região administrativa de Borgonha-Franco-Condado, no departamento de Jura. Estende-se por uma área de 9,29 km². Em 2010 a comuna tinha 197 habitantes (densidade: 21,2 hab./km²).